# Smoke and Mirrors Live
Smoke and Mirrors Live (stilizzato Smoke + Mirrors Live) è il secondo album dal vivo del gruppo musicale statunitense Imagine Dragons, pubblicato il 3 giugno 2016.

## Tracce
CD
1. Shots
2. It's Time
3. Forever Young/Smoke and Mirrors
4. Polaroid
5. I'm So Sorry
6. Gold
7. Demons/Bleeding Out/Warriors
8. On Top of the World
9. Friction
10. I Bet My Life
11. Radioactive
12. The Fall

DVD, Blu-ray Disc
1. Intro
2. Shots
3. Trouble
4. It's Time
5. Forever Young/Smoke and Mirrors
6. Polaroid
7. I'm So Sorry
8. Thief
9. Gold
10. Demons/Bleeding Out/Warriors
11. Amsterdam
12. Hopeless Opus
13. On Top of the World
14. Friction
15. Release
16. I Bet My Life
17. Radioactive
18. The Fall

Bonus Features
1. Roots (Camera Angles)
2. I Was Me (Camera Angles)
3. Hopeless Opus (Camera Angles)
4. Gold (Camera Angles)

## Formazione
- Dan Reynolds – voce, percussioni
- Wayne Sermon – chitarra, mandolino elettrico, percussioni, cori
- Ben McKee – basso, tastiera, percussioni, cori
- Daniel Platzman – batteria, viola, cori
- William F Wells – chitarra, tastiera, cori